# Krölpa
Krölpa – miejscowość i gmina w Niemczech, w kraju związkowym Turyngia, w powiecie Saale-Orla, wchodzi w skład wspólnoty administracyjnej Ranis-Ziegenrück od 31 grudnia 2013. Liczy 3 003 mieszkańców.